# 차량조립산업협회

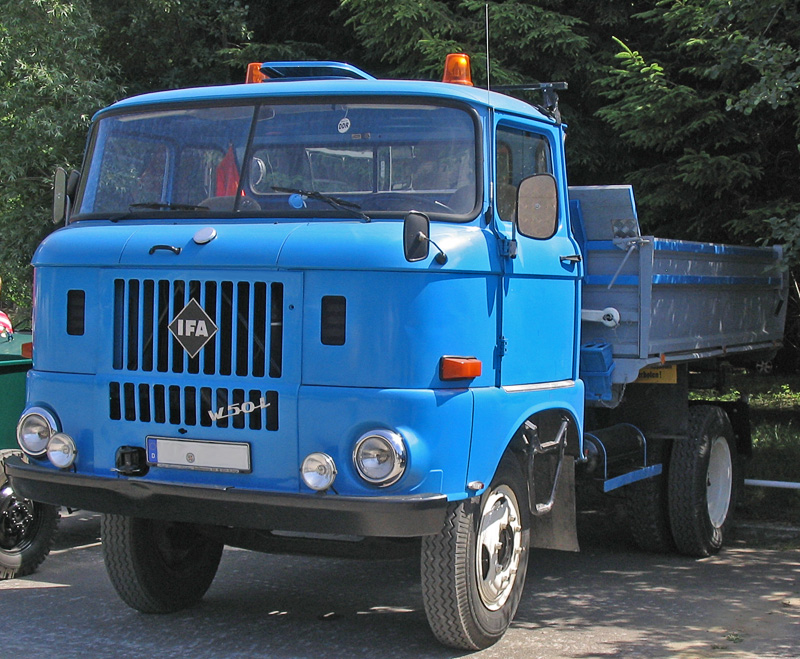
IFA W50 트럭

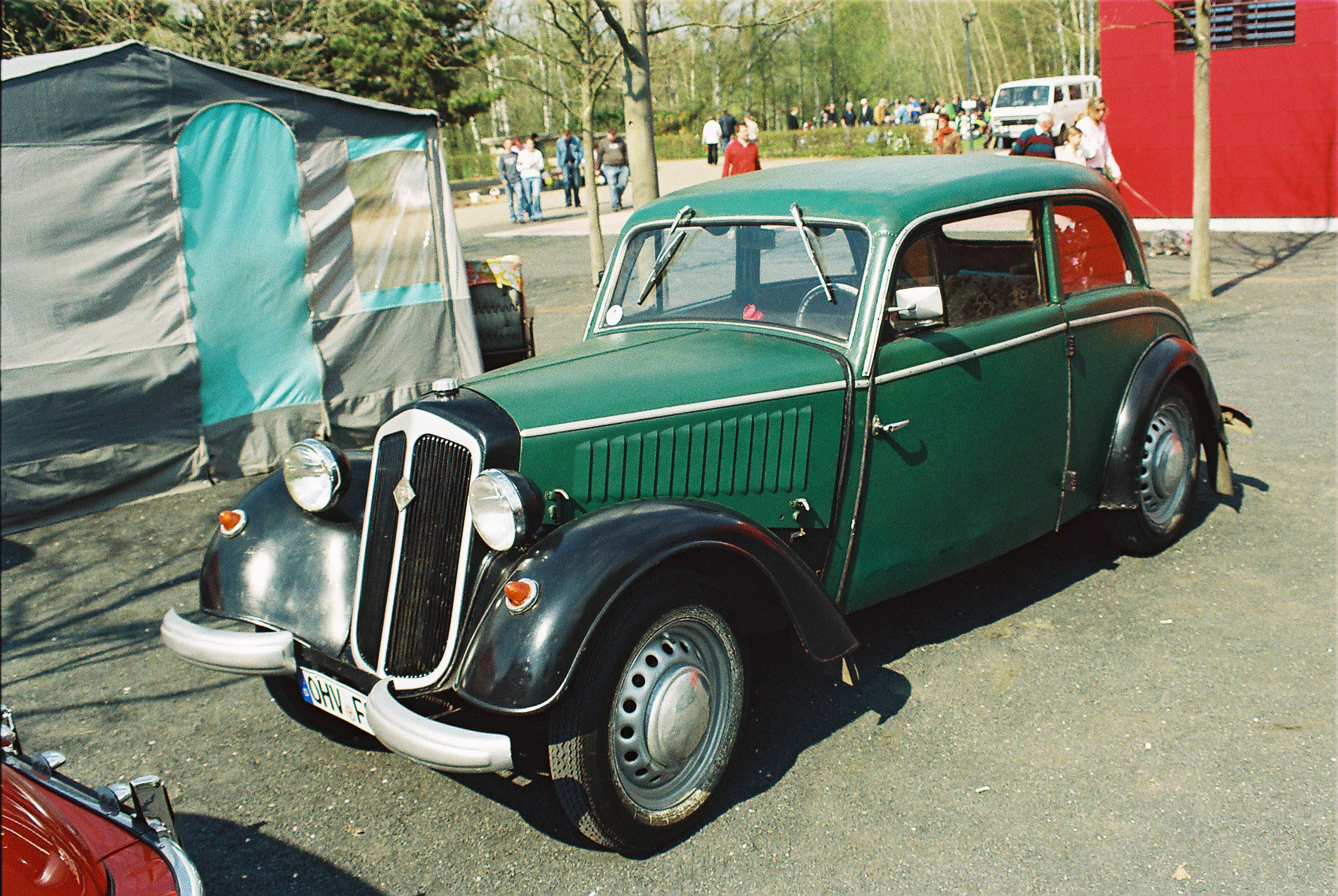
IFA F8

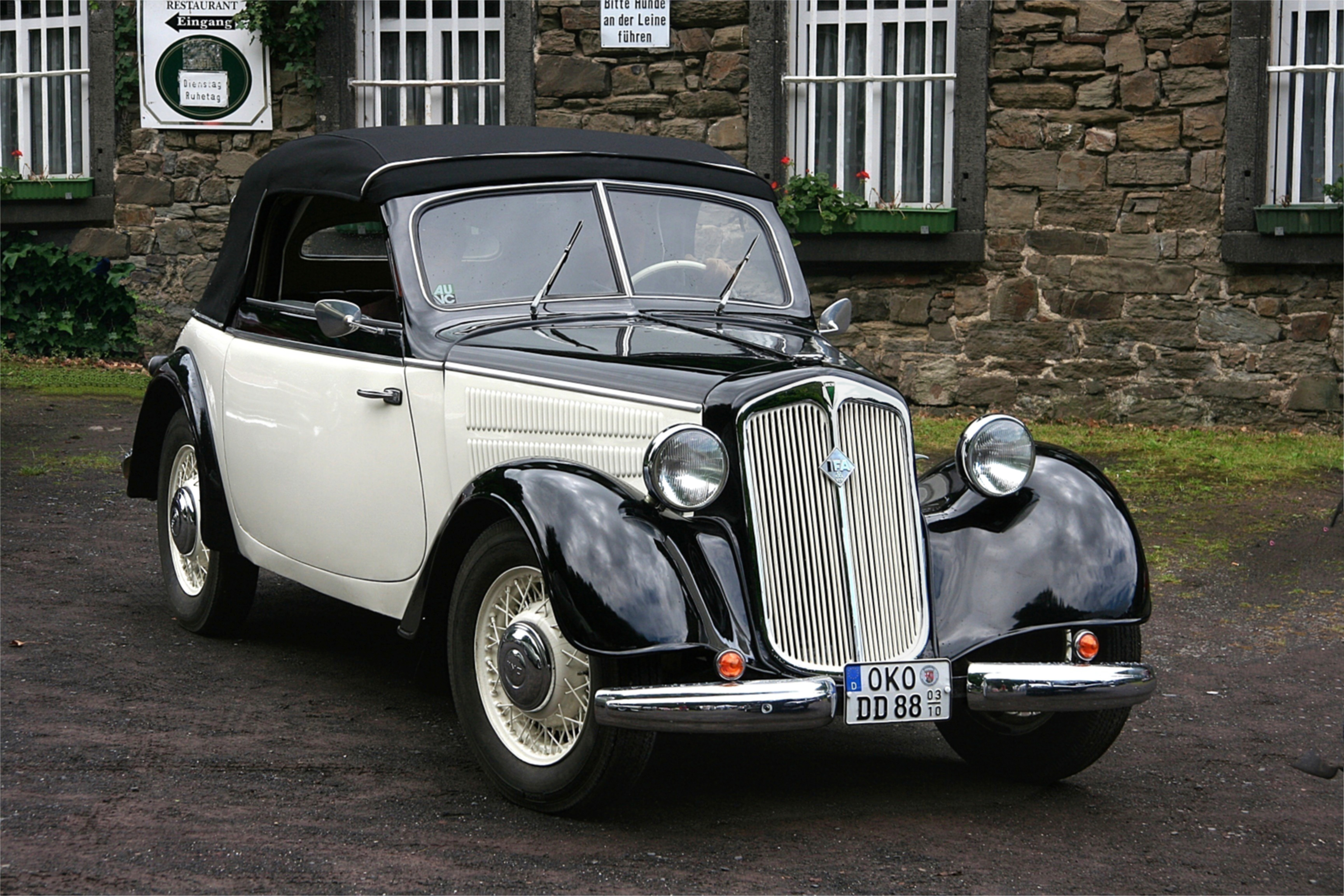
1954년 IFA F8 카브리올렛

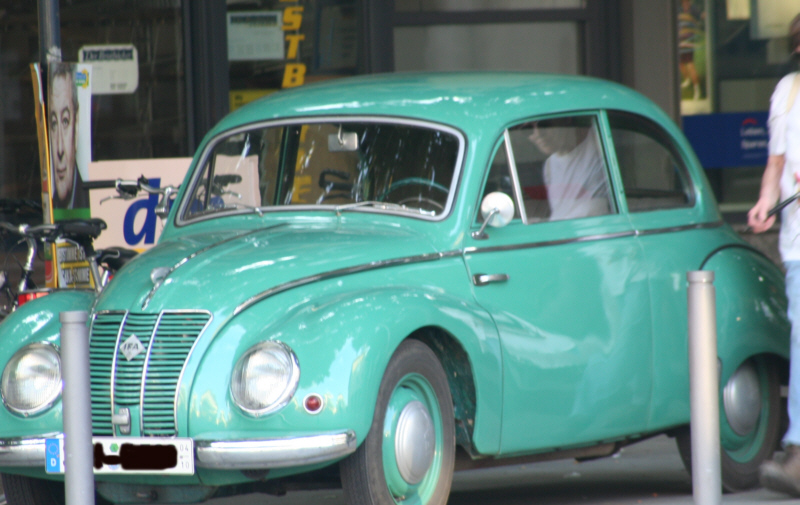
IFA F9

차량조립산업협회(독일어: Industrieverband Fahrzeugbau; IFA)는 동독의 자동차 산업을 관장했던 기구이다. IFA는 동독의 여러 자동차 회사의 연합체로 동독의 차량 산업을 대표하였다.
IFA가 생산한 제품은 저전거, 오토바이, 산업용 경자동차, 승용차, 밴, 중형 트럭이였다.

## IFA의 산업 회원
- Trabant - 일반 소비자용 경승용차
- Wartburg - 중급 승용차
- Barkas - 밴, 미니버스
- Robur - 트럭
- Multicar - 베를린 장벽이 무너진 뒤에 유일하게 살아남은 지금의 독일 회사
- Simson - 오토바이, 스쿠터
- MZ - 오토바이